# الطريق السيارة رقم 1 (تونس)
| شبكة الطرقات التونسية                 |                                                                                        |
| الطريق السيارة رقم 1                  |                                                                                        |
| الطريق السيارة تونس صفاقس             |                                                                                        |
|                                       |                                                                                        |
| الخط الأحمر يمثل الطريق السيارة رقم 1 |                                                                                        |
| الطول                                 | 571 كم                                                                                 |
| الافتتاح                              | 1981                                                                                   |
| الاتجاه                               | شمال - جنوب                                                                            |
| الحد الي                              | تونس                                                                                   |
| الحد الي                              | مدنين                                                                                  |
| المدن الرئيسية                        | تونس بن عروس حمام الأنف الحمامات النفيضة سوسة الجم صفاقس قابس مدنين بنقردان راس الجدير |
| الشبكة                                | الطرقات السيارة التونسية الطريق السيارة المغاربية                                      |
|                                       |                                                                                        |

الطريق السيارة رقم1 هي طريق تتكون من مسارين منفصلين تصل مدينة تونس العاصمة بمدينة مدنين وصولا إلى راس الجدير بالجنوب التونسي.

## تونس-مساكن
طول الطريق 141 كيلومترا وتحتوي على 14 محولا و 42 ممرات علوية و 16 أخرى سفلية و 3 حواجز استخلاص على طول الطريق و 5 محطات على مستوى المحولات و في شهر أوت 2017 تم افتتاح 100 كم من إجمالي 150 كم من الطريق في جزئه الرابط بين صفاقس وقابس الذي افتتح في 2018.

## مساكن-صفاقس
طول الطريق 98 كيلومترا وتحتوي على 6 محولات و 53 ممرا علويا و 3 ممرات سفلية وعلى حاجزين اثنين لاستخلاص عوائد المرور موجودين على طول الطريق وأيضا على ثلاث (3) محطات للاستخلاص على مستوى المحول.

## المخارج و المحولات
| - محول بين الطريق السيارة أ1 و الملعب الأولمبي 14 جانفي - - 01 حمام الأنف - - 02 مرناق - محطّة استخلاص مرناق - - 03 قرمبالية - - 04 تركي نابل - - 05 حمامات الشمالية - - 06 خليج الحمامات - - 07 الحمامات | - - 08 بوفيشة مع محطّة استخلاص. - - 09 النفيضة مع محطّة استخلاص. - محول بين الطريق السيارة أ1 و مطار النفيضة الحمامات الدولي - محطّة استخلاص هرقلة - - 10 هرقلة مع محطّة استخلاص. - - 11 سيدي بوعلي - - 12 القلعة الكبرى - - 13 سوسة | - محطّة استخلاص سوسة - - 14 سوسة (وسط المدينة) - - 15 مساكن - محطّة استخلاص مساكن - - 16 جمال مع محطّة استخلاص. - - 17 كركر مع محطّة استخلاص. - - 18 الجم مع محطّة استخلاص. - - 19 الحنشة مع محطّة استخلاص. - - 20 صفاقس الشمالية مع محطّة استخلاص. |

## فضاءات الاستراحة

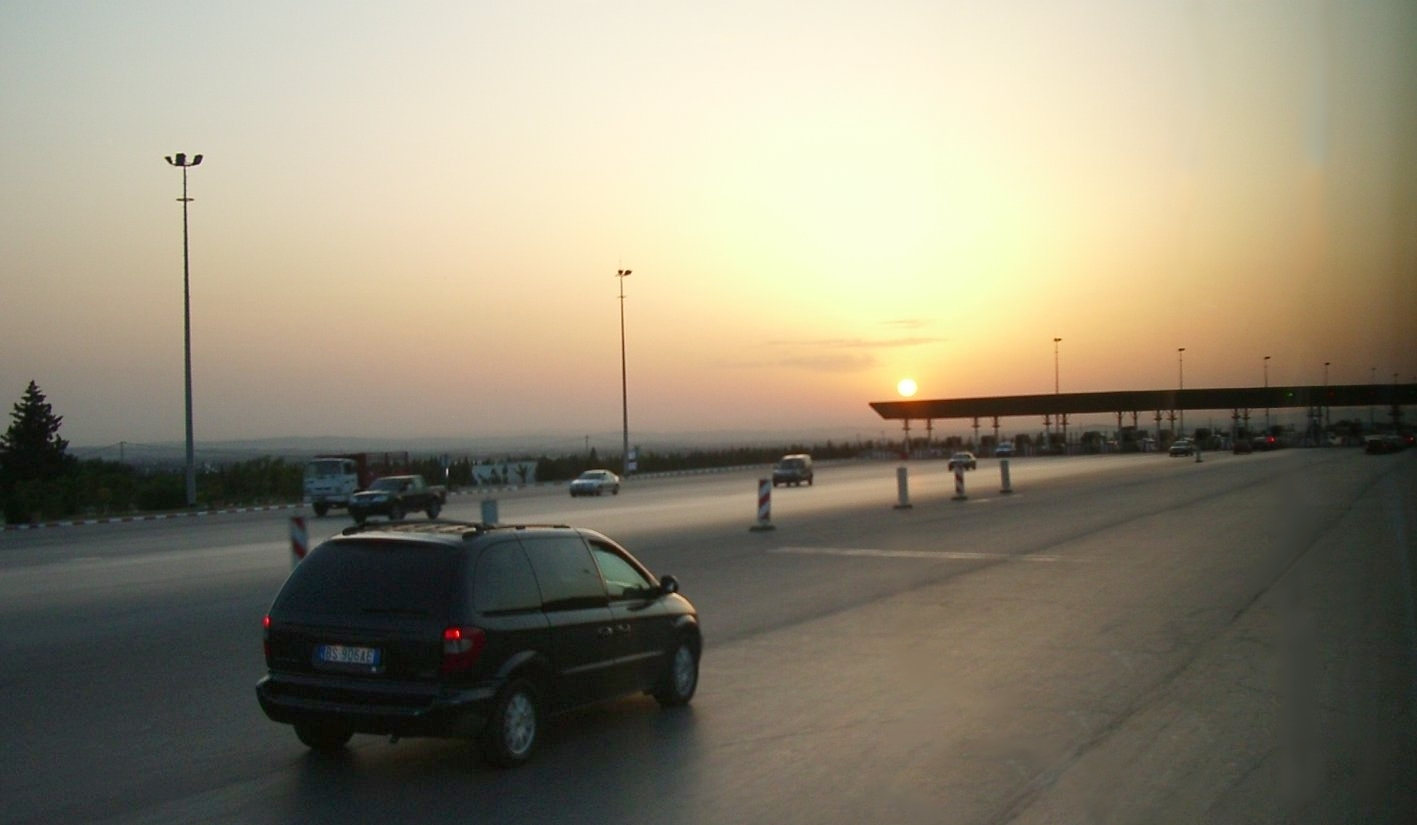
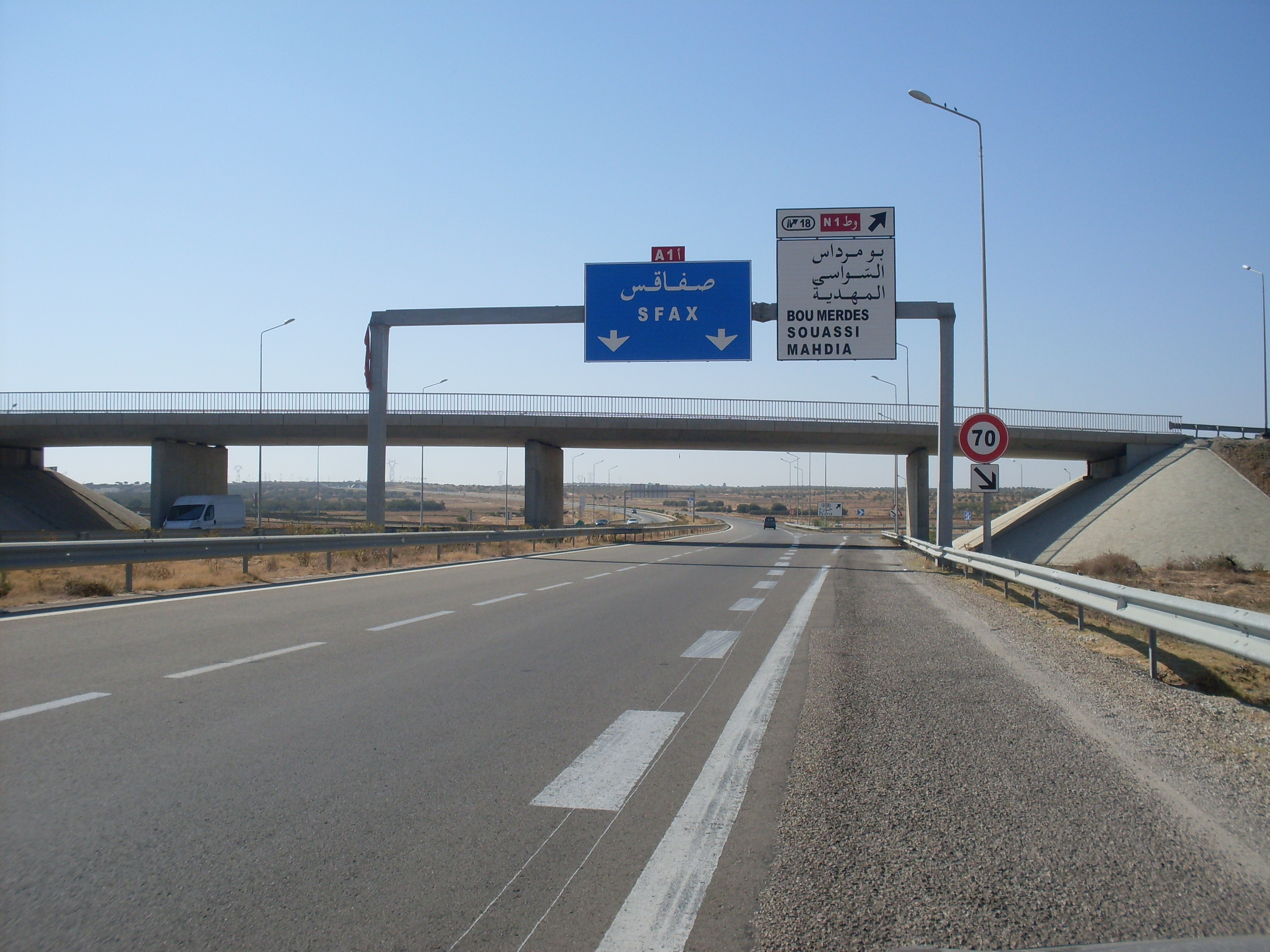
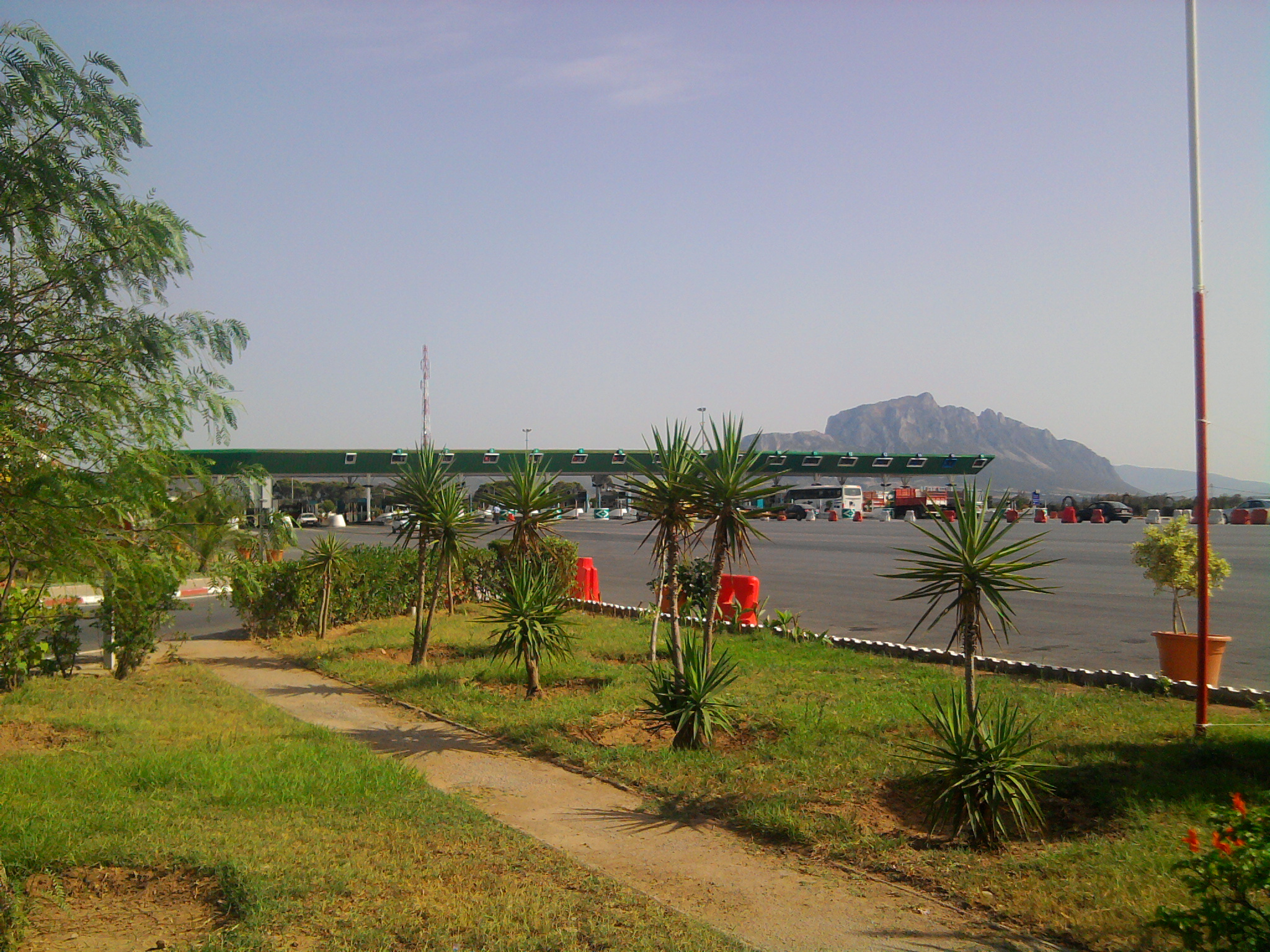
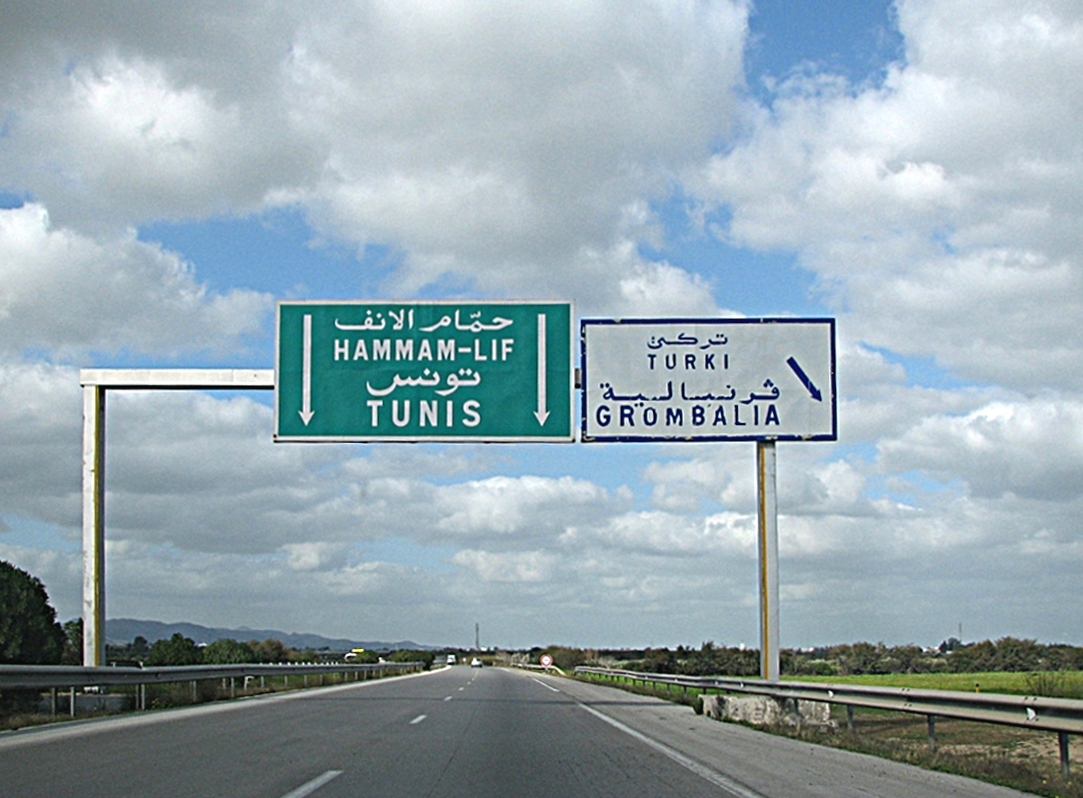
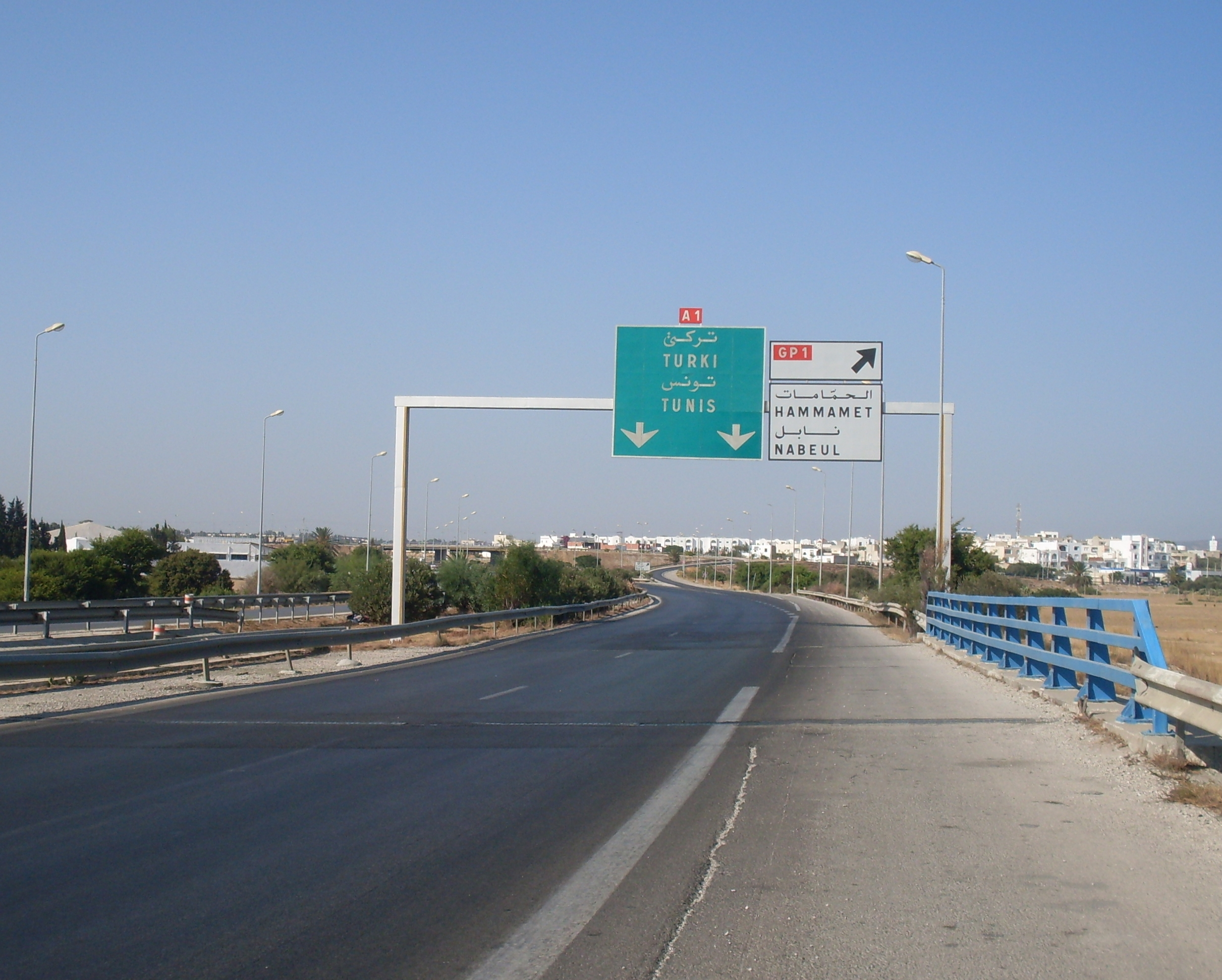
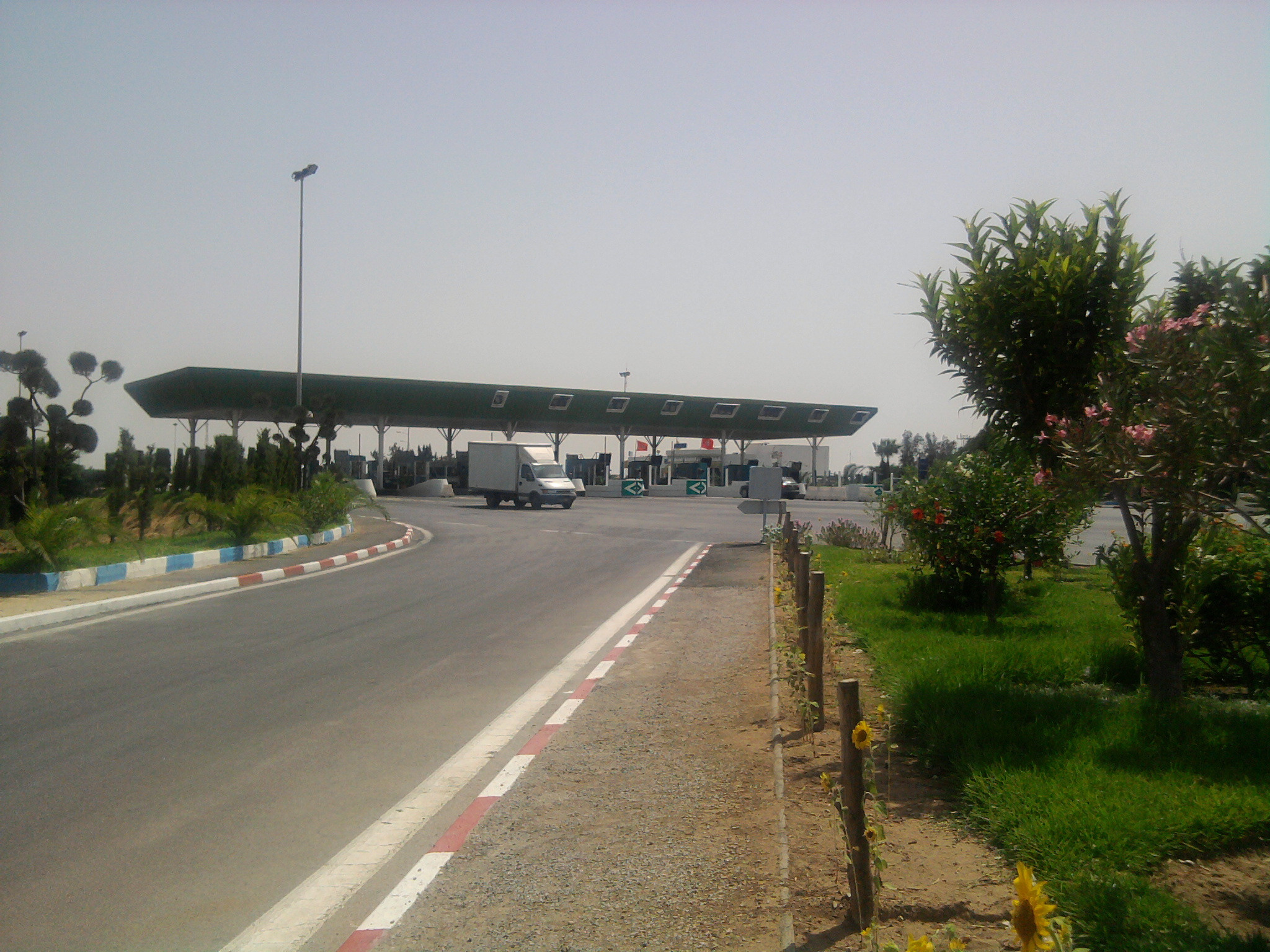
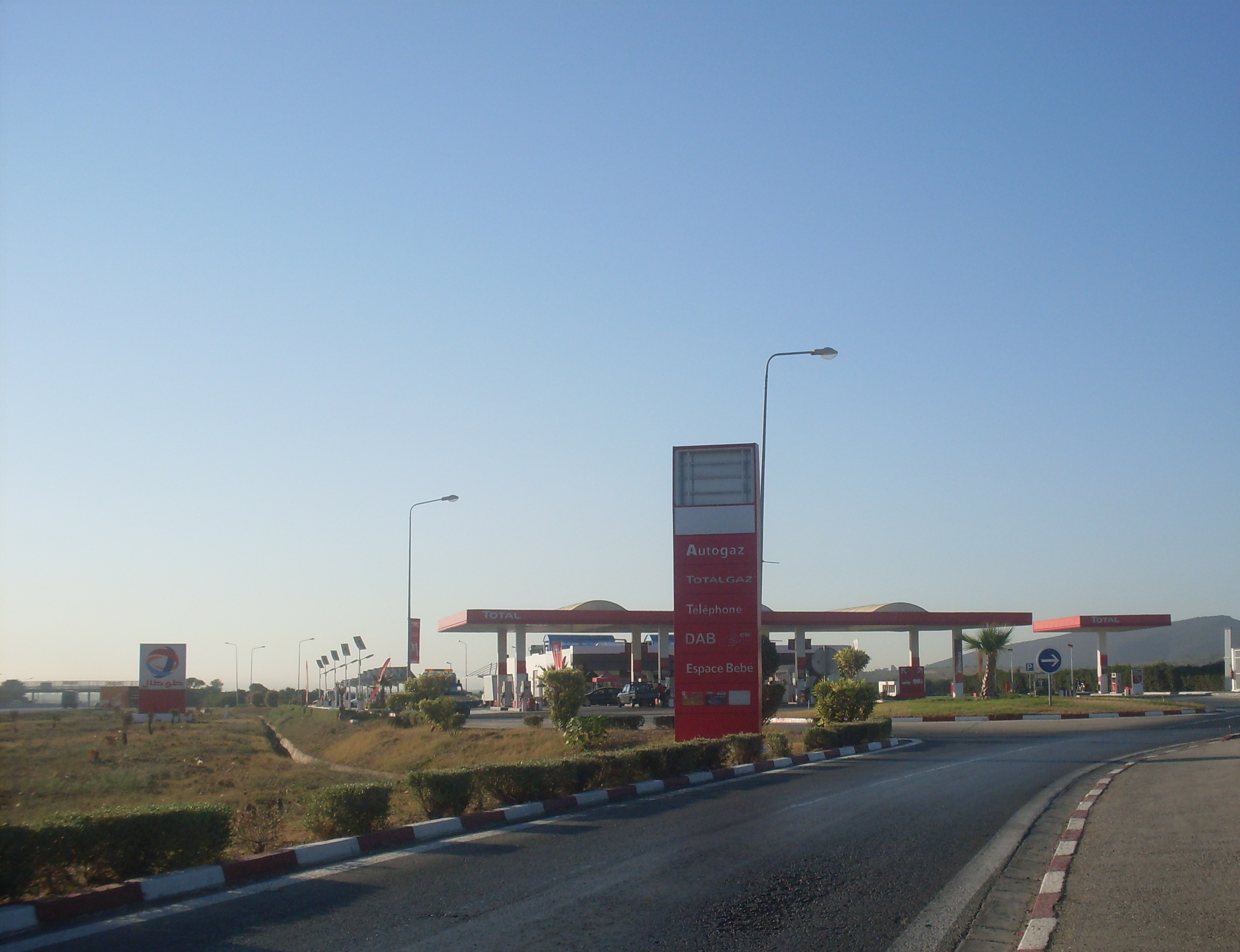
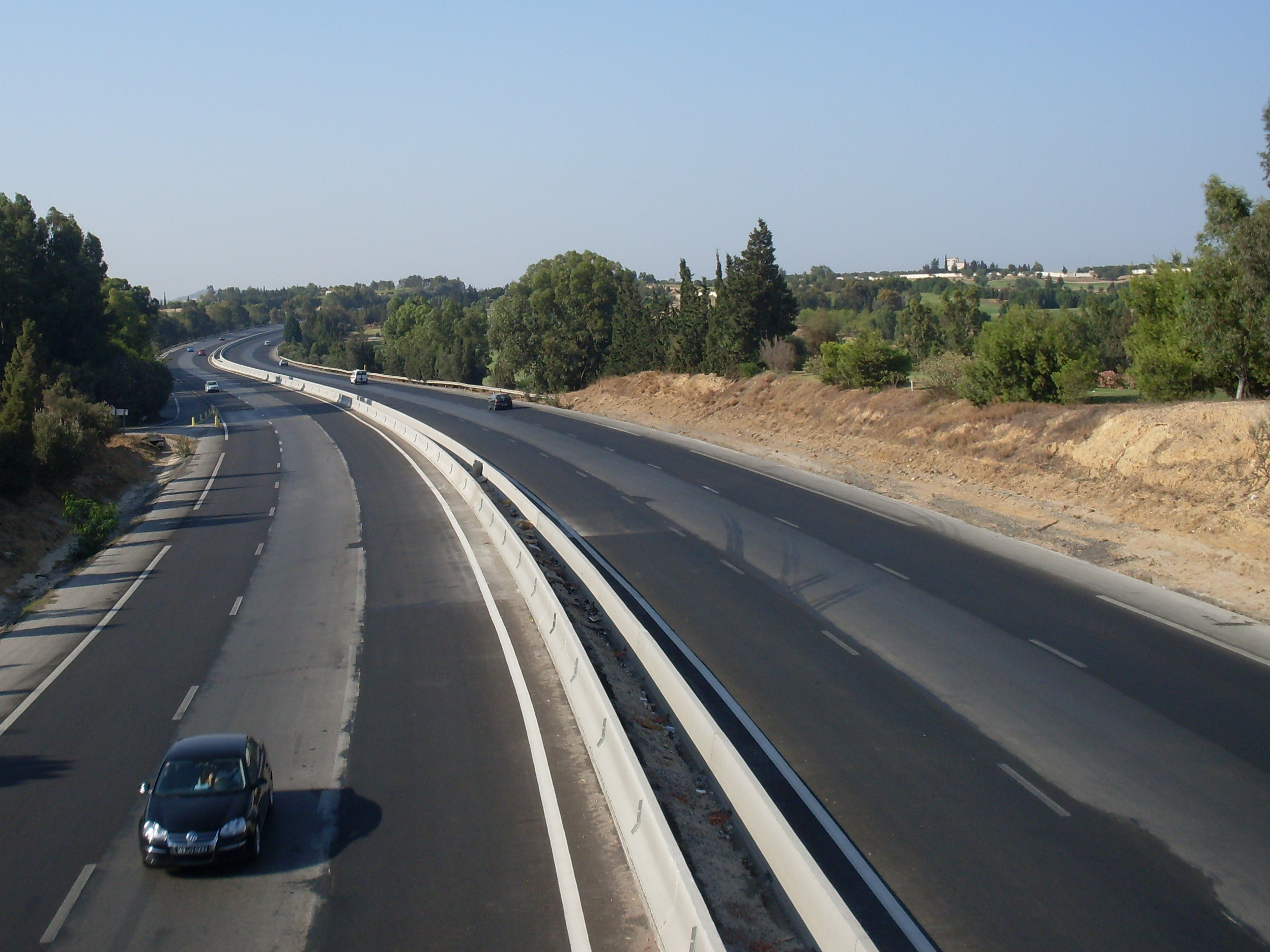
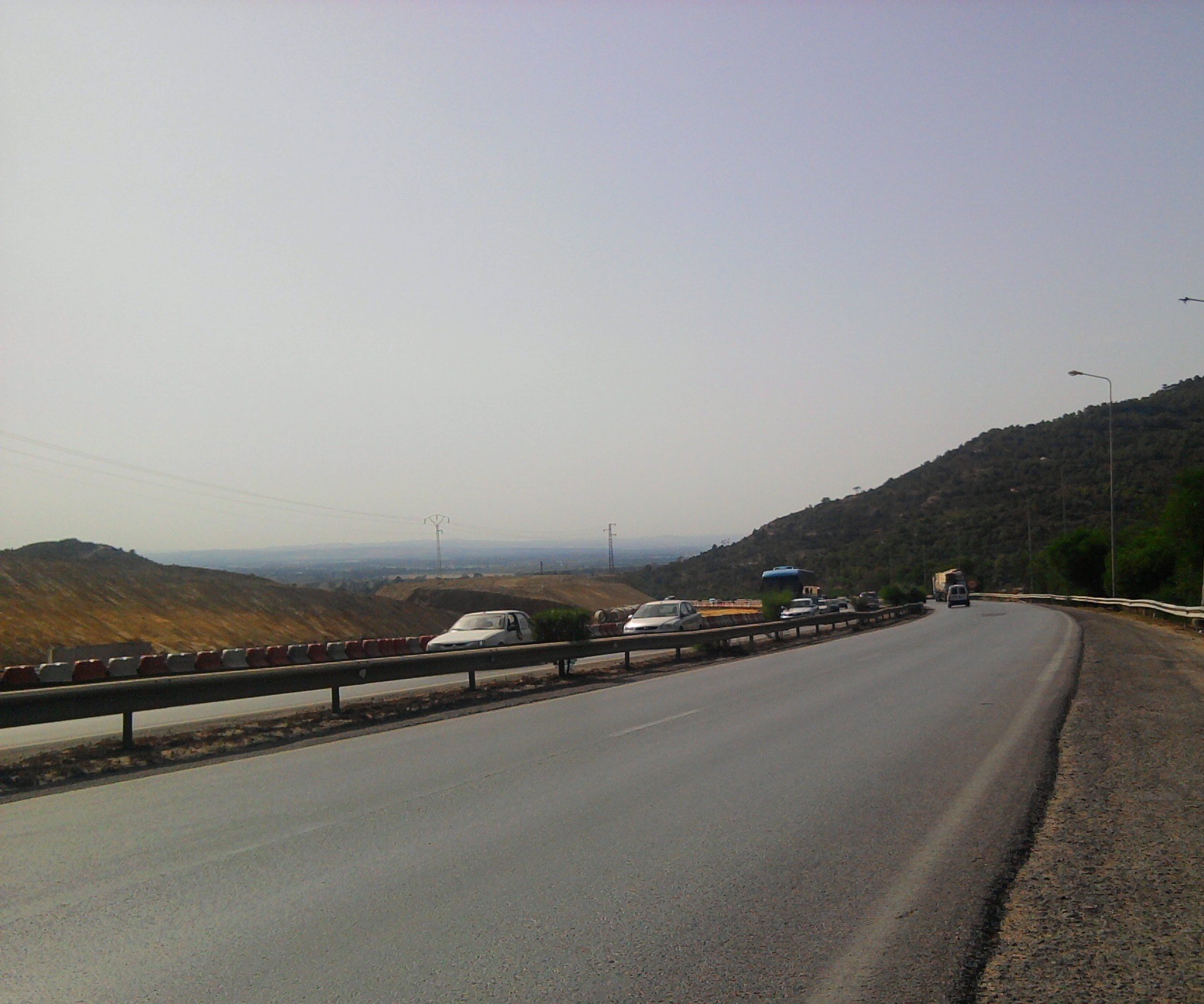
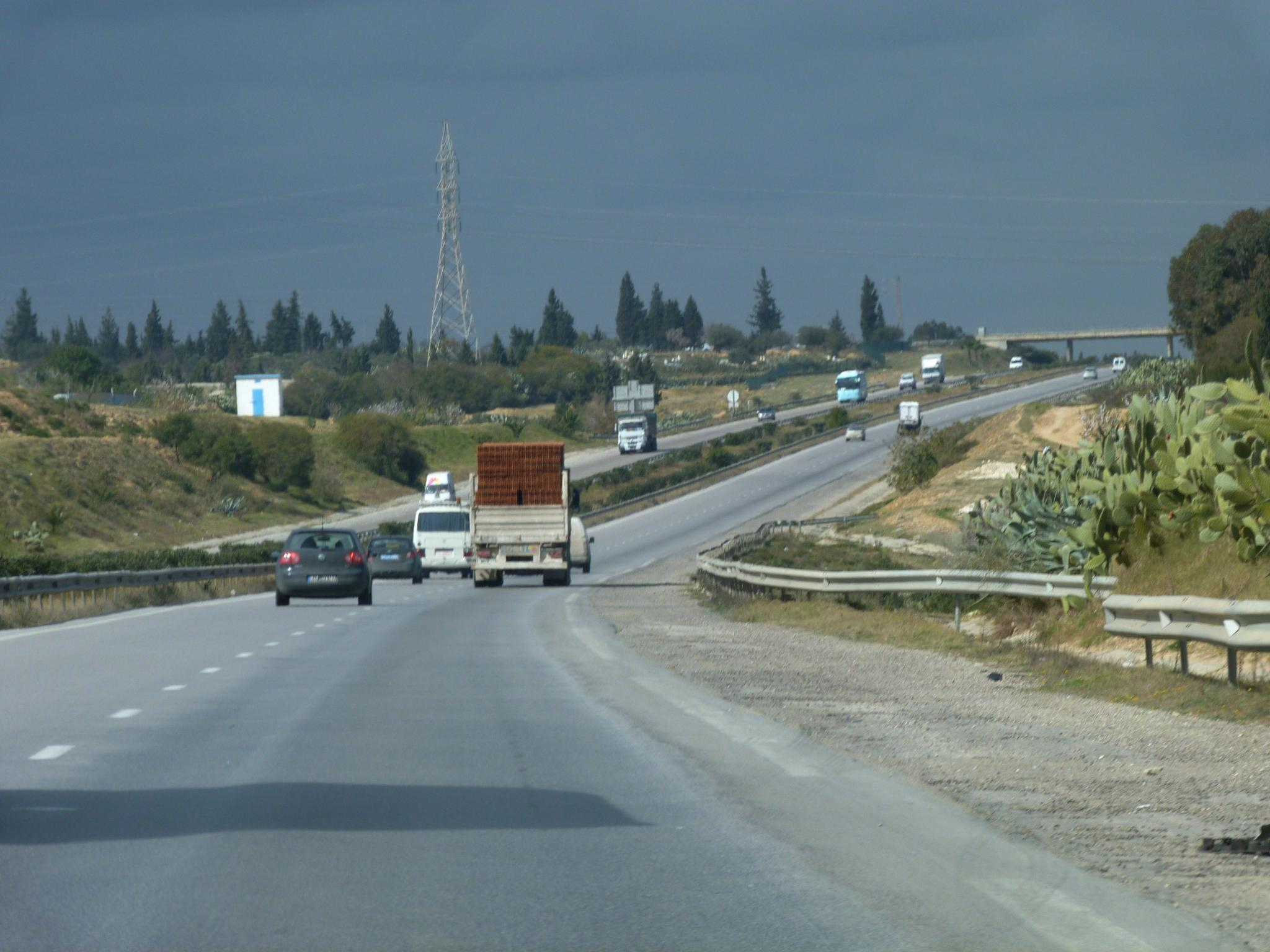
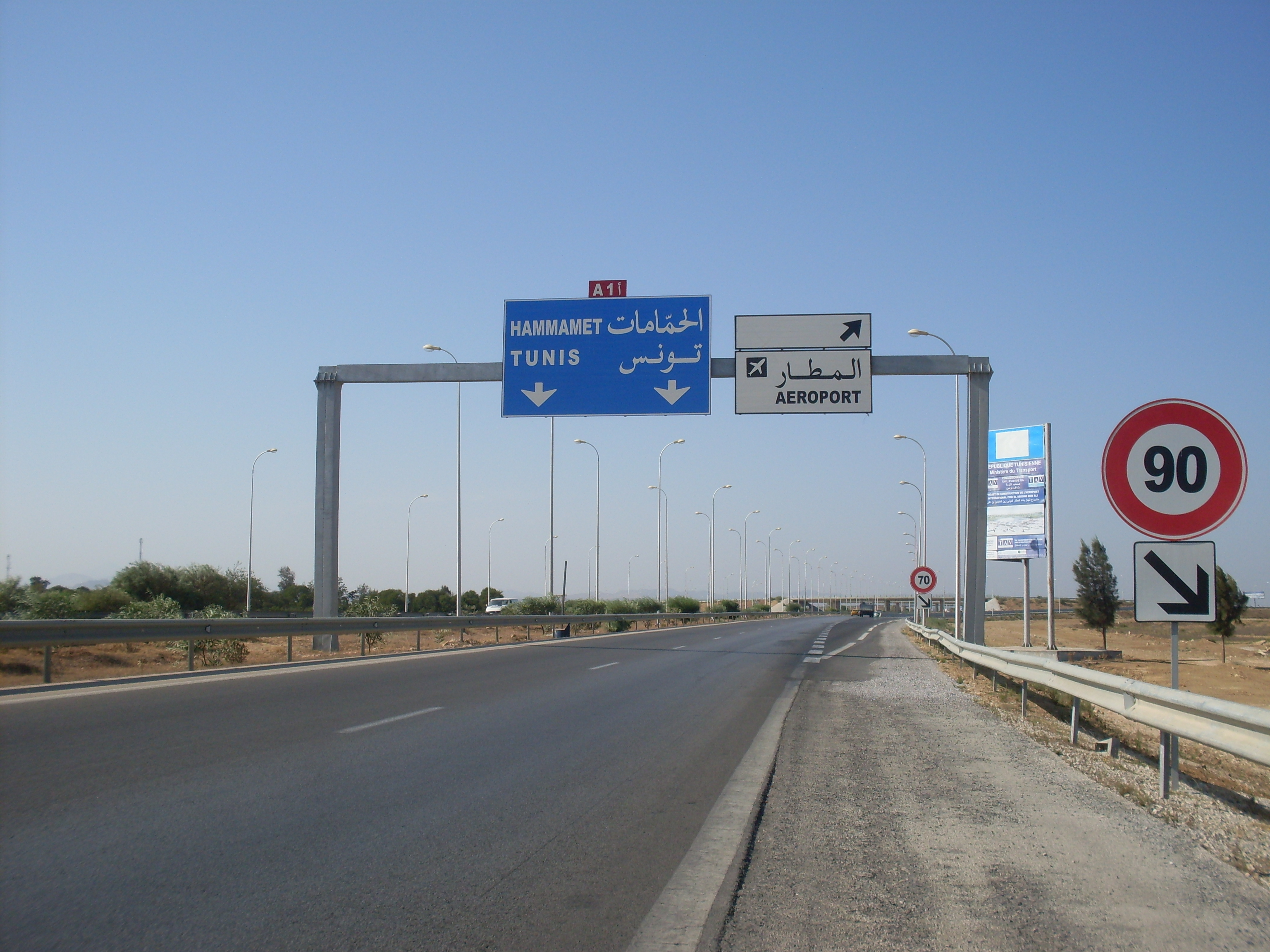

- قرمبالية
- الجم
- سيدي خليفة
- البرجين